# رینه، آستارا
رینه (به لاتین: Rinə) یک منطقهٔ مسکونی در جمهوری آذربایجان است که در شهرستان آستارا واقع شده‌است. رینه ۹۲۵ نفر جمعیت دارد.

## ریشه واژه
رینه تغییر یافته واژه تالشی رونه است. رو به‌معنی رودخانه و نه به‌معنی ساحل و کناره است و معنای کامل آن به‌صورت ساحل رود یا کرانه رود است.